# Col San Martino
Col San Martino è una frazione di Farra di Soligo, in provincia di Treviso.

## Geografia fisica

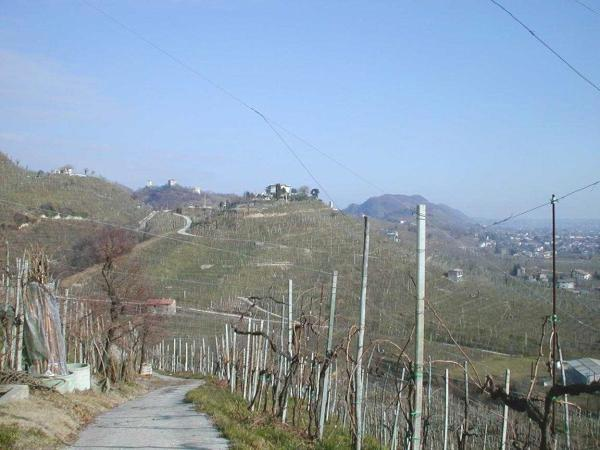
Vigneti sulle colline di Col San Martino.

Il paese sorge lungo il torrente Raboso, addossandosi alle pendici delle colline che delimitano a nord il Quartier del Piave. A sud della frazione si estendono i palù, formazioni paludose tipiche del Trevigiano.

## Storia
I reperti archeologici provano che l'area di Farra era abitata sin dall'epoca preistorica. Per quanto riguarda Col San Martino, Leo Berti e Cino Boccazzi parlano di monete e laterizi di epoca romana rinvenute nei dintorni della località Canal, a cui si aggiungono reperti di età imprecisata. Ulteriori ritrovamenti fanno pensare che per la zona transitasse una strada, la quale raggiungeva il Piave a Vidor.
Nel medioevo Col San Martino rappresentava un piccolo feudo dominato da un fortilizio, il quale sorgeva sul colle non per niente denominato "Castel" e dove oggi si trova la chiesetta di San Martino; alcuni suoi ruderi resistettero sino alla fine dell'Ottocento. Il territorio appartenne ai Collalto, ma sul finire del XIII secolo risulta possedimento della famiglia Col San Martino, legata al comune di Treviso; dalla metà del Trecento fu nuovamente dimora dei Collalto.
Come tutti i nobili della zona, anche i Col San Martino risiedevano perlopiù in città, dove ricoprirono numerose cariche pubbliche. In seguito i beni passarono in eredità ai Ramponi di Feltre, i quali sin dal XVI secolo possedevano nella zona terre, servi e oratori privati.
Sul finire del XIV secolo, il paese seguì le sorti di tutto il Trevigiano e passo alla Repubblica di Venezia. Ancora nel Settecento la località appare organizzata in due comuni: Col San Martino alla destra del Raboso e Posmon alla sinistra.
Durante la Grande Guerra Col San Martino versò un grave tributo in termini di vite umane: morirono 88 soldati del luogo e, con l'occupazione seguita alla Rotta di Caporetto, la popolazione dovette lasciare il paese, cosa che provocò la morte di 264 civili per stenti.

## Monumenti e luoghi d'interesse

### Architetture religiose

#### Chiesa parrocchiale

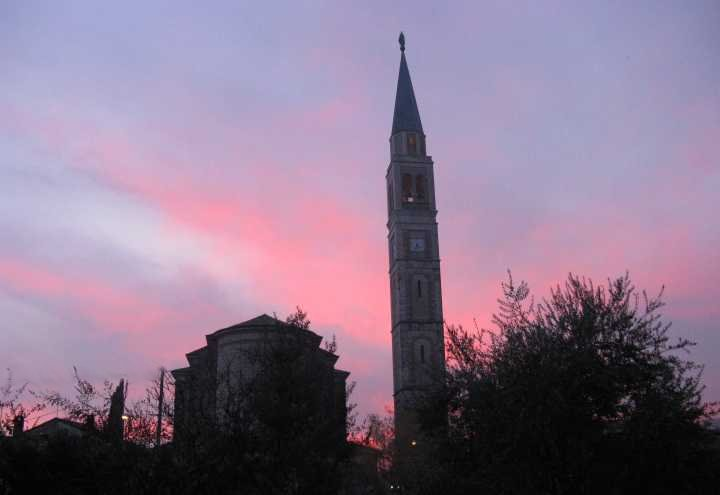
Chiesa parrocchiale

Il grandioso edificio, intitolato all'Annunciazione del Signore, fu progettato da Augusto Zardo e iniziato nel 1898. Il 21 novembre 1904 fu aperta al culto, sostituendo la precedente parrocchiale di Santa Maria de Silva. Il campanile fu costruito tra il 1950 e il 1968.

#### Chiesa di San Martino
Il paese trae il nome da questo tempietto, innalzato poco dopo il Mille all'interno dell'antico castello. Si trattò infatti della prima parrocchiale di Col San Martino ed è ricordata come una delle trentasei pievi della diocesi di Ceneda, con giurisdizione su Vidor, Colbertaldo e Mosnigo. Distrutta durante la Grande Guerra, fu ricostruita a pianta ottagonale nel 1927.
La devozione per Martino di Tours è antichissima. Memori del miracolo secondo il quale il santo avrebbe resuscitato un bambino morto poco dopo la nascita, gli si raccomandano le coppie che desiderano avere un bambino.

#### Chiesa di San Vigilio

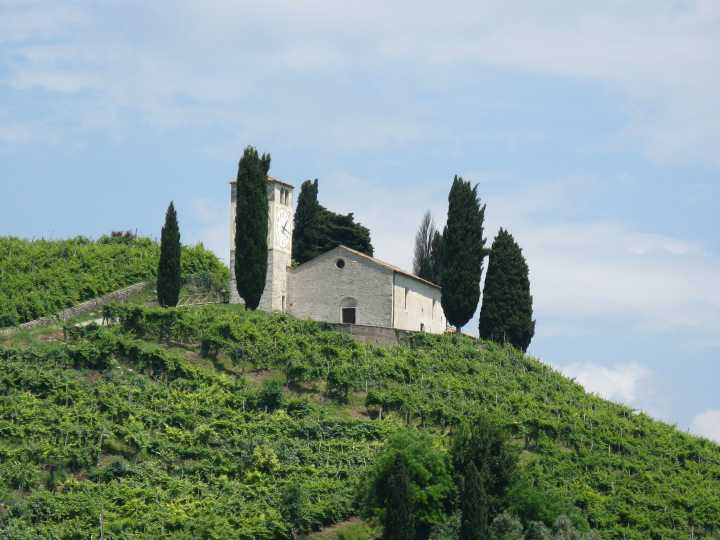
San Vigilio.

Sorta su un colle sopra il borgo di Posmon, fu edificata tra l'XI e il XII secolo. Viene citata nel 1217 come Eclesia San Bosman. Nel Quattrocento fu ingrandita e affrescata; nel secolo successivo furono realizzati l'abside e il campanile. All'interno conserva tuttora alcuni affreschi risalenti al XV secolo, posti sulla parete destra e in controfacciata, attribuiti al pittore Giovanni di Francia. Vi sono inoltre conservate due pale d'altare di più recente fattura, una di Giuseppe Modolo (1913-1987) con San Giuseppe falegname, e una del bellunese Luigi Cima (1860-1944), con Sant'Antonio Abate in adorazione.

#### Resti della chiesa di Santa Maria de Silva
Fu pieve del paese dopo San Martino e prima dell'attuale. A differenza delle altre due chiese, non sorgeva sui colli, ma nella campagna a sud del villaggio, presso l'attuale cimitero, dove si estendeva un bosco di roveri; motivo per cui è citata come Plebs de Silva o Plebs S. Mariae de Silva Funzionò come parrocchiale dalla metà del Duecento almeno sino al 1904, anno in cui fu demolita e sostituita dall'attuale. Della chiesa resta solo il campanile, del 1537; si sa che aveva quattro altari, di cui il maggiore intitolato alla Santissima Vergine Annunziata e gli altri alla Trinità, alla Madonna del Rosario e a San Giuseppe.

### Architetture civili

#### Ville venete
Anche nel territorio collinare, come in tutta la provincia di Treviso, sono presenti delle ville venete di un certo valore architettonico. Di seguito sono elencate le più importanti della frazione di Farra di Soligo:
- Villa De Toffoli, Canel[8]
- Villa della Rovere, Paccanoni: edificio risalente a metà ottocento, proprietà della famiglia Paccanoni. Pesantemente danneggiato durante il primo conflitto mondiale, è stato successivamente ricostruito ed ampliato. Del complesso originale rimangono solo frammenti di pavimento. L'Oratorio di Piazza Rovere fa parte della Villa ed ora la chiesa è chiusa al culto.[9]

## Cultura

### Eventi
A Col San Martino si organizza sin dal 1966 la Mostra Interprovinciale del Prosecco D.O.C.G. di Col San Martino, una delle più importanti manifestazioni legate alla promozione del vino Prosecco. A questo evento si aggiungono poi la Mostra dei prodotti lattiero-caseari, in luglio, e la Rassegna bovina, a novembre, sempre con l'obbiettivo di far conoscere i prodotti tipici di queste zone
A livello sportivo Col San Martino è conosciuto nel mondo per l'organizzazione della gara ciclistica internazionale "Trofeo Piva" che si svolge dal 1946 nella prima domenica di aprile sotto la regia organizzativa dall'AC Col San Martino